# Hans Gregor
Hans Gregor (14 de abril de 1886 - 13 de agosto de 1945) foi um ator e administrador de ópera alemão.
Gregor dirigiu muitos teatros de língua germânica, incluindo o Barmen-Elberfed de 1898 até 1905. Em Berlim, ele comandou a Ópera Komische como diretor de 1905 até 1911. Em audições, a companhia providenciou mais produções e cantores de óperas em um estilo naturalista. Ele produziu notáveis produções, entre elas, 19 estreias mundiais. De 1910 até 1918 Gregor comandou a Ópera Estatal de Viena, onde presidiu a estreia de Der Rosenkavalier. Gregor escreveu uma autobiografia: Die Welt der Oper-Die Oper der Welt.